# Kuinre
Kuinre est un village dans la commune néerlandaise de Steenwijkerland, dans la province d'Overijssel. Le 1er janvier 2006, le village comptait 710 habitants.
Kuinre avait son port de pêche jusqu'en 1943. Lors de la création du Noordoostpolder, ce nouveau polder fut attaché directement aux terres d'Overijssel, sans lac de bordure. Le port de Kuinre fut comblé : les quelques restes se trouvent aujourd'hui au milieu des champs.
Commune indépendante jusqu'au 1er janvier 1973, Kuinre fusionne avec Blankenham et Oldemarkt pour former la nouvelle commune d'IJsselham.

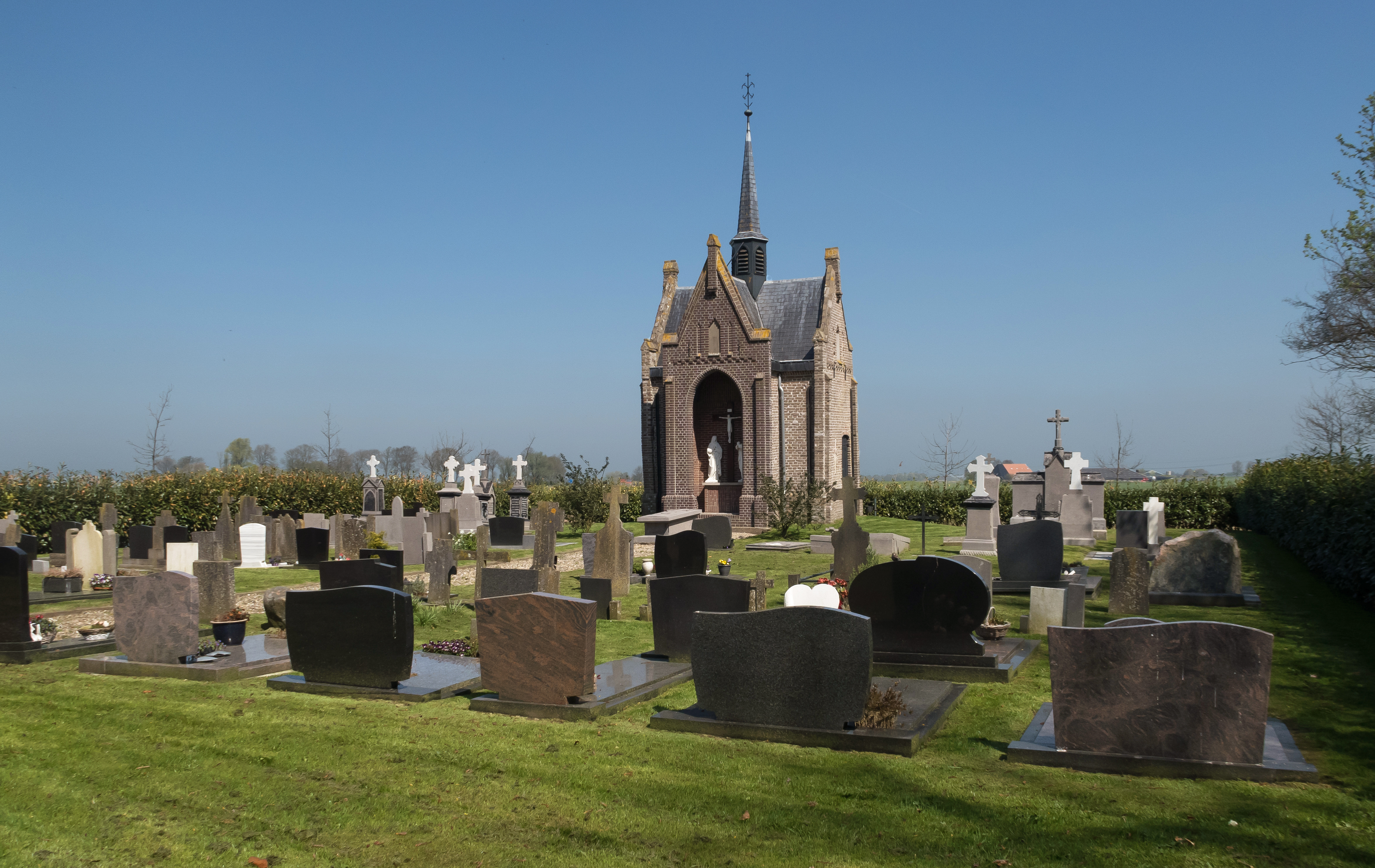
Le cimetière catholique romain
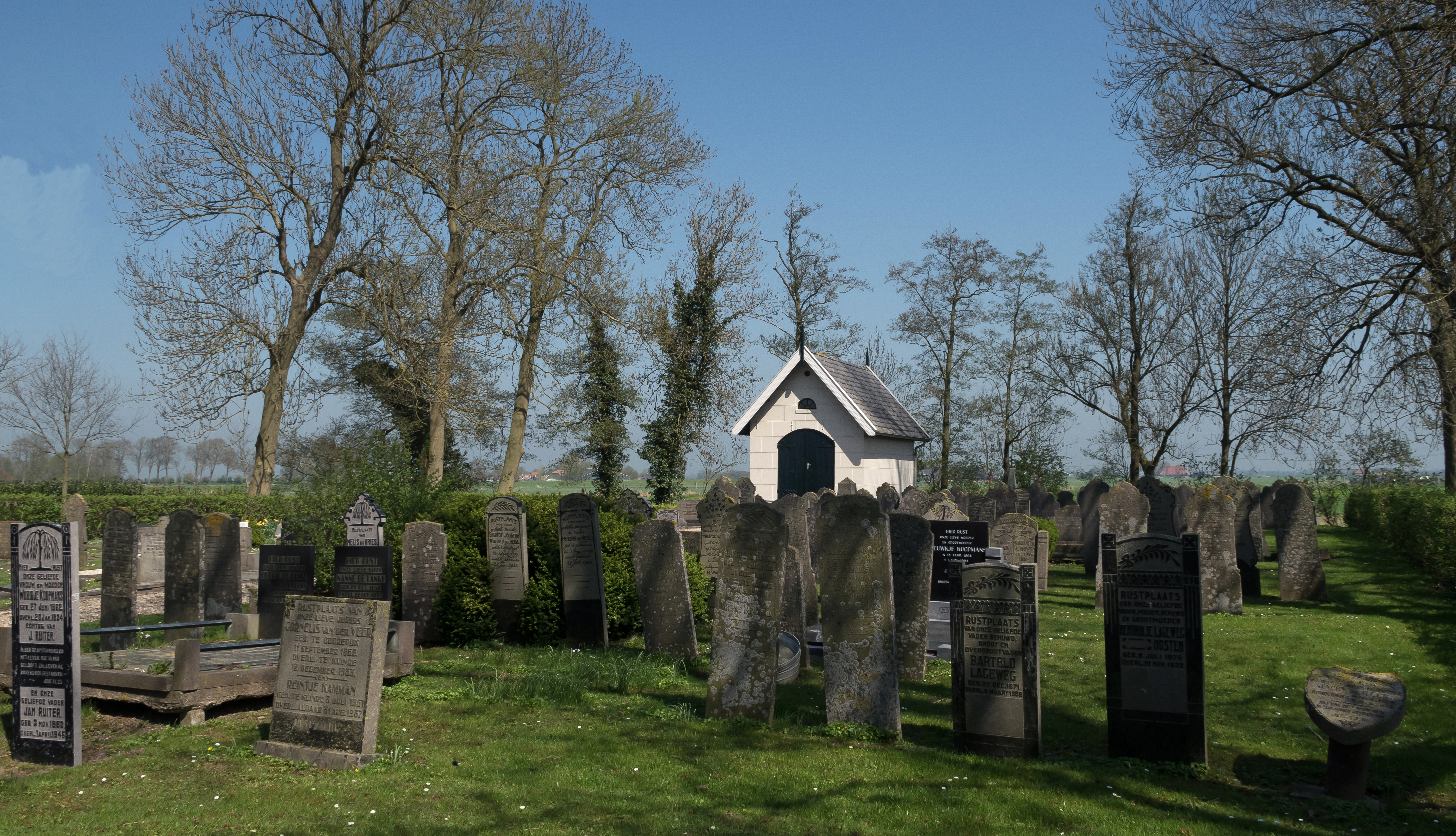
Le cimetière général (la partie ancienne)
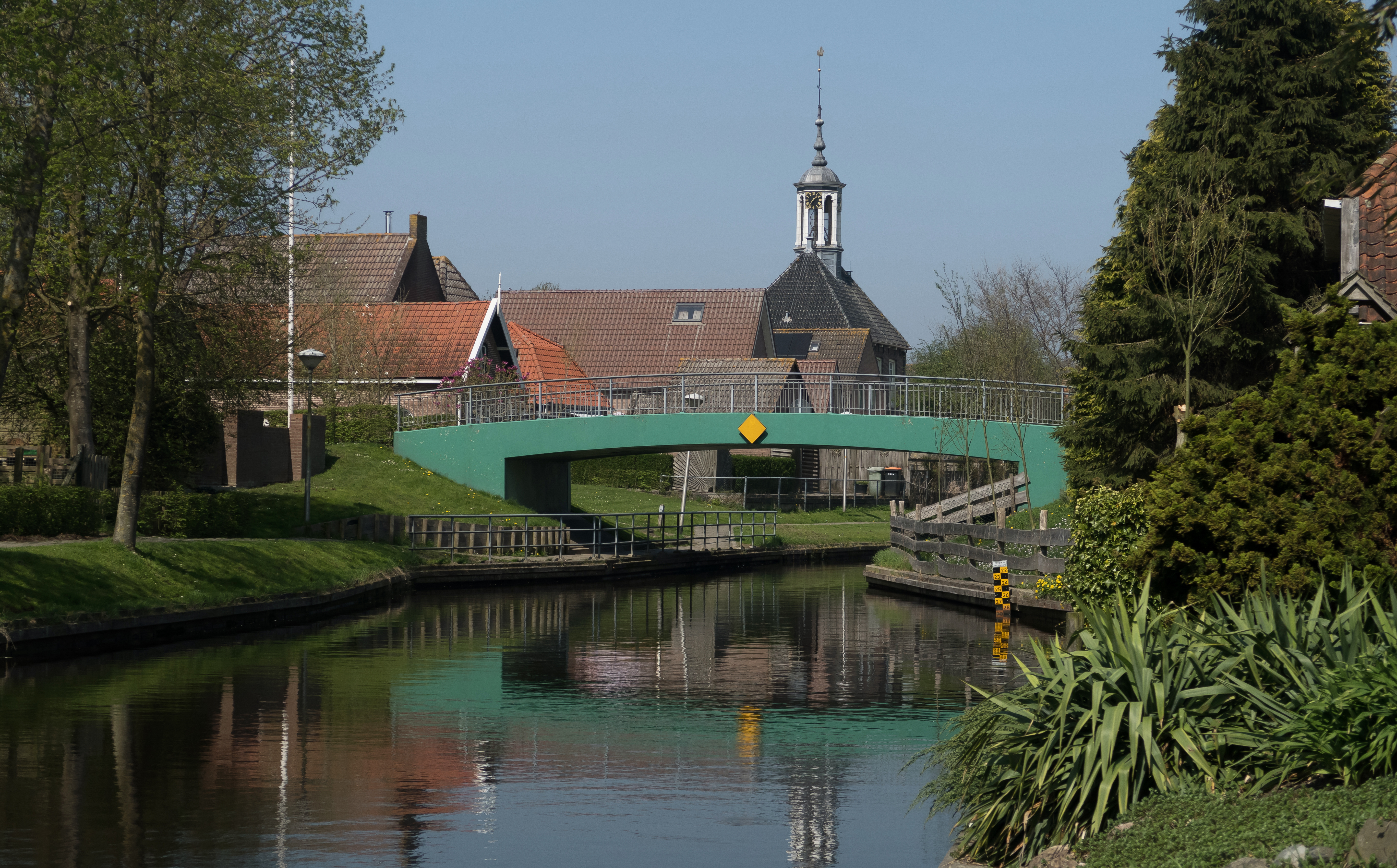
Le pont près de Nieuwstad